# Vince Cable

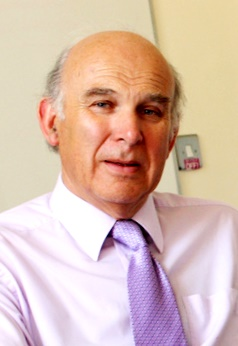
Sir Vince Cable

Sir John Vincent „Vince“ Cable (* 9. Mai 1943 in York, England) ist ein britischer Politiker der Liberal Democrats. Von Mai 2010 bis Juni 2015 war er Minister für Unternehmen, Innovation und Qualifikationen (Secretary of State for Business, Innovation and Skills) im Kabinett Cameron I und als solcher auch Präsident des Board of Trade. Von Juni 2017 bis Juli 2019 war er Parteichef der Liberal Democrats.

## Biografie

### Studium, berufliche Laufbahn und Mitglied mehrerer Parteien
Nach dem Besuch der Nunthorpe Grammar School in York studierte er Naturwissenschaft und Ökonomie am Fitzwilliam College der University of Cambridge. Danach absolvierte er ein postgraduales Studium der Volkswirtschaftslehre an der University of Glasgow und schloss dieses mit einem Philosophiae Doctor (Ph.D.) ab. Während des Studiums war er Mitglied der Liberal Party.
Danach war er von 1966 bis 1968 Finanzberater der Regierung von Kenia, ehe er im Anschluss zwischen 1968 und 1974 Lecturer an der University of Glasgow sowie an der London School of Economics war. 1970 bewarb er sich als Kandidat der Labour Party erfolglos für ein Mandat im Unterhaus (House of Commons), unterlag aber Tam Galbraith, dem konservativen Inhaber des Wahlkreises Glasgow Hillhead und Vater des heutigen Führers des House of Lords Thomas Galbraith, 2. Baron Strathclyde. Im Anschluss war er jedoch einige Zeit Mitglied des Stadtrates von Glasgow.
Nach einer Tätigkeit als Erster Sekretär im Diplomatischen Dienst des Foreign and Commonwealth Office von 1974 und 1976 und als Stellvertretender Direktor des Instituts für überseeische Entwicklung (Overseas Development Institute) war er zwischen 1978 und 1979 Sonderberater des damaligen Industrie- und Handelsministers John Smith.
1979 bewarb er sich für eine Nominierung als Kandidat der Labour Party für die Unterhauswahl im Wahlkreis Hampstead, unterlag aber Ken Livingstone, der wiederum bei den Unterhauswahlen 1979 gegen Geoffrey Finsberg verlor.
Danach war er Mitarbeiter des Generalsekretärs des Commonwealth of Nations und wurde nach seinem Ausscheiden aus der Labour Party im Februar 1982 Mitglied der ein Jahr zuvor gegründeten Social Democratic Party (SDP) und kandidierte erfolglos bei den Unterhauswahlen 1983 sowie 1987 für diese Partei im Wahlkreis York.

### Politische Laufbahn bei den Liberal Democrats
1988 trat er den neugegründeten Liberal Democrats bei und bewarb sich für diese bei den Unterhauswahlen 1992 abermals erfolglos im Wahlkreis Twickenham für einen Sitz im Unterhaus. Zuletzt war er von 1995 bis 1997 beruflich als Chefökonom von Royal Dutch Shell tätig, deren Mitarbeiter er seit 1990 war.
Bei den Unterhauswahlen im Mai 1997 wurde er schließlich nach den mehrfachen erfolglosen Kandidaturen erstmals zum Abgeordneten des Unterhauses gewählt und vertritt seitdem den Wahlkreis Twickenham und konnte seine Wahlergebnisse von anfangs 45,1 Prozent auf 54,4 Prozent der Wählerstimmen bei den Unterhauswahlen im Mai 2010 verbessern.
Zwischen Januar 1997 und Januar 1999 war er außerdem Sprecher der Liberaldemokraten für das Schatzamt, ehe er von Januar 1999 und Oktober 2003 Sprecher für Handel und Industrie war. Zuletzt war er von Oktober 2003 bis Mai 2010 Chefsprecher der Liberal Democrats für das Schatzamt und damit potentieller Schatzkanzler seiner Partei im Falle eines Wahlsieges.
Innerhalb der Liberal Democrats ist er außerdem seit März 2006 Stellvertretender Vorsitzender und nahm zwischen dem 15. Oktober und dem 18. Dezember 2007 in dieser Funktion auch die Funktion des amtierenden Parteivorsitzenden wahr. Dieses Amt übergab er dann an den neugewählten Parteivorsitzenden Nick Clegg.
Nach dem Zustandekommen der Koalition mit der Conservative Party nach den Unterhauswahlen im Mai 2010 wurde er von Premierminister David Cameron am 12. Mai 2010 zum Minister für Unternehmen, Innovation und Qualifikationen (Secretary of State for Business, Innovation and Skills) ernannt und damit zu einem von fünf Liberaldemokraten im Kabinett Cameron I. Zugleich ist er Präsident des Board of Trade.
In dieser Funktion will er sich mit dem schwierigen Thema der Privatisierung der britischen Staatspost Royal Mail befassen. Darüber hinaus will er zur Regulierung von Fusionen wie im Fall des Süßwarenunternehmens Cadbury plc ein spezielles Gesetz entwerfen, das sogenannte „Cadbury Law“. Zum anderen wird die Einführung einer Akademikersteuer zur Unterstützung von Universitäten geprüft.
Bei der Unterhauswahl 2015 verlor Cable seinen Wahlkreis Twickenham, den er seit 1997 für die Liberal Democrats gehalten hatte, an seine Gegenkandidatin Tania Mathias von den Konservativen. Das Angebot von Nick Clegg, ihn nach dieser Niederlage durch die Aufnahme in die Dissolution Honours List mit einem Life Peerage Titel für einen Sitz im Oberhaus des Parlaments zu verschaffen, lehnte Cable ab. Er wurde im Rahmen der Dissolution Honours stattdessen zum Ritter geschlagen und darf sich seither Sir nennen.
Am 18. April 2017 erklärte Cable, er wolle bei der bevorstehenden Unterhauswahl im Juni erneut im Wahlkreis Twickenham für die Liberal Democrats antreten. Er gewann den Wahlkreis mit 9 762 Stimmen Vorsprung vor Tania Mathias, die wieder für die Conservative Party angetreten war. Im Juni 2017 wurde er ohne Gegenkandidaten zum Parteichef der Liberal Democrats gewählt. In seiner Zeit als Parteivorsitzender legte die Partei in den Umfragen deutlich zu, da sie sich als einzige britische Partei klar gegen den Brexit positionierte.
Im Mai 2019 kündigte Cable seinen Rückzug als Parteichef an. Mitte Juli wurde er von Jo Swinson abgelöst, die sich nach einer Mitgliederbefragung durchsetzte.

## Veröffentlichungen
Vince Cable ist darüber hinaus auch Autor zahlreicher Bücher zu politischen und wirtschaftlichen Themen. Zu seinen Veröffentlichungen gehören:
- The Storm: The World Economic Crisis and What it Means. Atlantic Books, 2009, ISBN 1-84887-057-4.
- Globalisation & Global Governance. Thomson Learning, 1999, ISBN 0-8264-6169-7.
- China and India: Economic Reform and Global Integration. Royal Institute of International Affairs, 1995, ISBN 1-899658-00-9.
- The World’s New Fissures. Demos, 1995, ISBN 1-898309-35-3.
- Trade Blocs: The Future of Regional Integration. The Brookings Institution, 1994, ISBN 0-905031-81-4.
- Commerce of Culture: Experience of Indian Handicrafts. Lancer International, 1990, ISBN 81-7062-004-X.
- mit Bishnodat Persaud (Hrsg.): Developing with Foreign Investment. Routledge, 1987, ISBN 0-7099-4825-5.
- mit Betsy Baker: World Textile Trade and Production Trends. Economist Intelligence Unit, 1983, ISBN 0-86218-084-8.
- Case Studies in Development Economics. Heinemann Educ., 1982, ISBN 0-435-33937-0.
- mit Jeremy Clarke: British Electronics and Competition with Newly Industrialising Countries. Overseas Development Institute, 1981, ISBN 0-85003-076-5.
- Evaluation of the Multifibre Arrangement and Negotiating Options. Commonwealth Secretariat, 1981, ISBN 0-85092-204-6.
- British Interests and Third World Development. Overseas Development Institute, 1980, ISBN 0-85003-070-6.
- World Textile Trade and Production. Economist Intelligence Unit, London 1979, ISBN 0-900351-85-3.
- mit Ann Weston: South Asia's Exports to the EEC: Obstacles and Opportunities. Overseas Development Institute, 1979, ISBN 0-85003-068-4.
- World Textile Trade and Production. Economist Intelligence Unit, London 1979, OCLC 5210569.
- Import Controls: The Case Against. Fabian Society, 1977, ISBN 0-7163-1335-9.
- Whither Kenyan Emigrants?. Fabian Society, 1969, ISBN 0-7163-2018-5.